# Loligo reynaudii
Loligo reynaudii is een inktvissensoort uit de familie van de Loliginidae. De wetenschappelijke naam van de soort is voor het eerst geldig gepubliceerd in 1841 door d'Orbigny.
Deze pijlinktvis komt voor aan de west- en zuidkust van Zuid-Afrika en wordt in het Afrikaans tjokka genoemd. Het is een slanke soort met driehoekige vinnen die zich niet langs het hele lijf uitstrekken. De kop heeft acht korte armen en twee lange tentakels. Het dier komt in de diepzee voor en vormt er grote scholen. Gejaagd wordt er op kleine visjes en in de australe zomer komt het dier broeden in baaien langs de zuidkust. Het vlees wordt er commercieel als calamari verkocht.